# Erebia vidleri
Espèce
Erebia vidleri est un lépidoptère appartenant à la famille des Nymphalidae, à la sous-famille des Satyrinae et au genre Erebia.

## Dénomination
Erebia vidleri nommé par Elwes en 1898 en l'honneur du capitaine Vidler qui avait collecté des spécimens.

### Nom vernaculaire
Il se nomme en anglais Vidler's Alpine

## Description
Erebia vidleri est un papillon de taille moyenne, d'une envergure de 35 à 45 mm, marron foncé avec une bande orange contenant trois ocelles noirs sur l'aile antérieure et deux ou trois ocelles noir sur l'aile postérieure.
Le revers   des ailes antérieures est identique, alors que la bande des ailes postérieures est grises avec des ocelles discrets ou absents.

## Biologie

### Période de vol et hivernation
Il vole en une génération en juillet et début août.

### Plantes hôtes
Les plantes hôtes des chenilles sont des graminées.

## Écologie et distribution
Il est présent en Amérique du Nord, dans les zones montagneuses de l'État de Washington à l'extrême nord-ouest des USA et au Canada en Colombie-Britannique.

### Biotope
C'est un papillon des prairies alpines fleuries.

### Protection
Statut non connu.